# ムルデカ・スクエア (マレーシア)

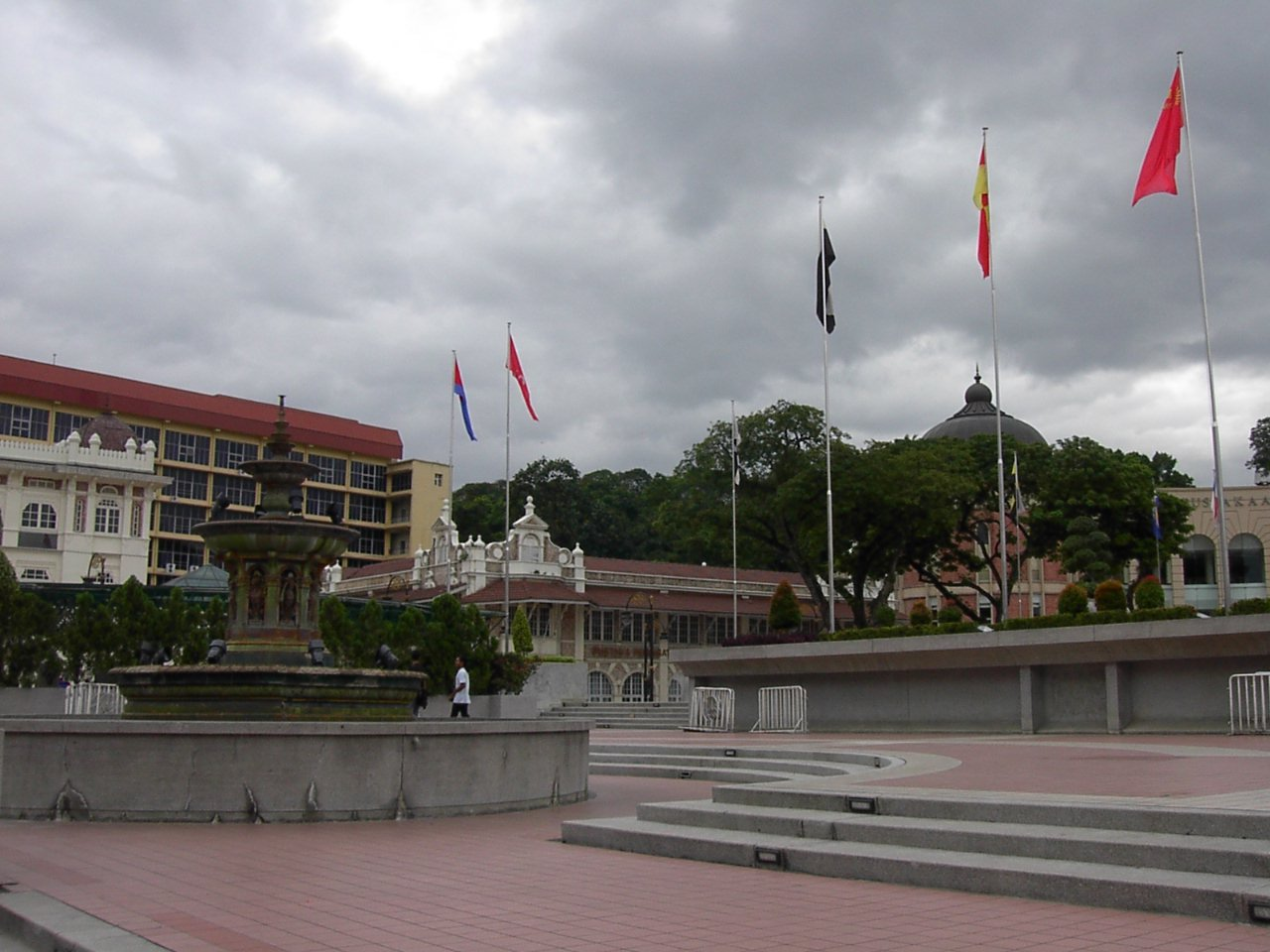
ムルデカ・スクエア

ムルデカ・スクエア（英語: Merdeka Square、マレー語: Dataran Merdeka）は、マレーシアのクアラ・ルンプール中心部に位置する広場。ムルデカとはマレー語で独立の意味。ムルデカ広場、独立広場とも呼ばれている。

## 歴史
1957年8月31日午前0時に、この広場に掲げられていたユニオン・ジャック（英国国旗）が降ろされ、代わってマラヤ連邦国旗が掲揚された（マラヤ連邦の独立）。なお、マラヤ連邦独立記念式典は、同日日中にムルデカ・スタジアムにおいて行われている。旗竿の高さは95メートルである。

## 周辺
- スルタン・アブドゥル・サマド・ビル
- ロイヤル・スランゴール・クラブ
- セント・メアリー教会
- クアラ・ルンプール記念図書館
- PNB118

## アクセス
- ラピドKL
  - クラナ・ジャヤ線 (Kelana Jaya Line)、アンパン線 (Ampang Line) のマスジット・ジャメ駅。

座標: 北緯3度8分55秒 東経101度41分38秒 / 北緯3.14861度 東経101.69389度